# Acryptolaria conferta
Acryptolaria conferta är en nässeldjursart som först beskrevs av George James Allman 1877.  Acryptolaria conferta ingår i släktet Acryptolaria och familjen Lafoeidae. Inga underarter finns listade i Catalogue of Life.